# Гонка за очками

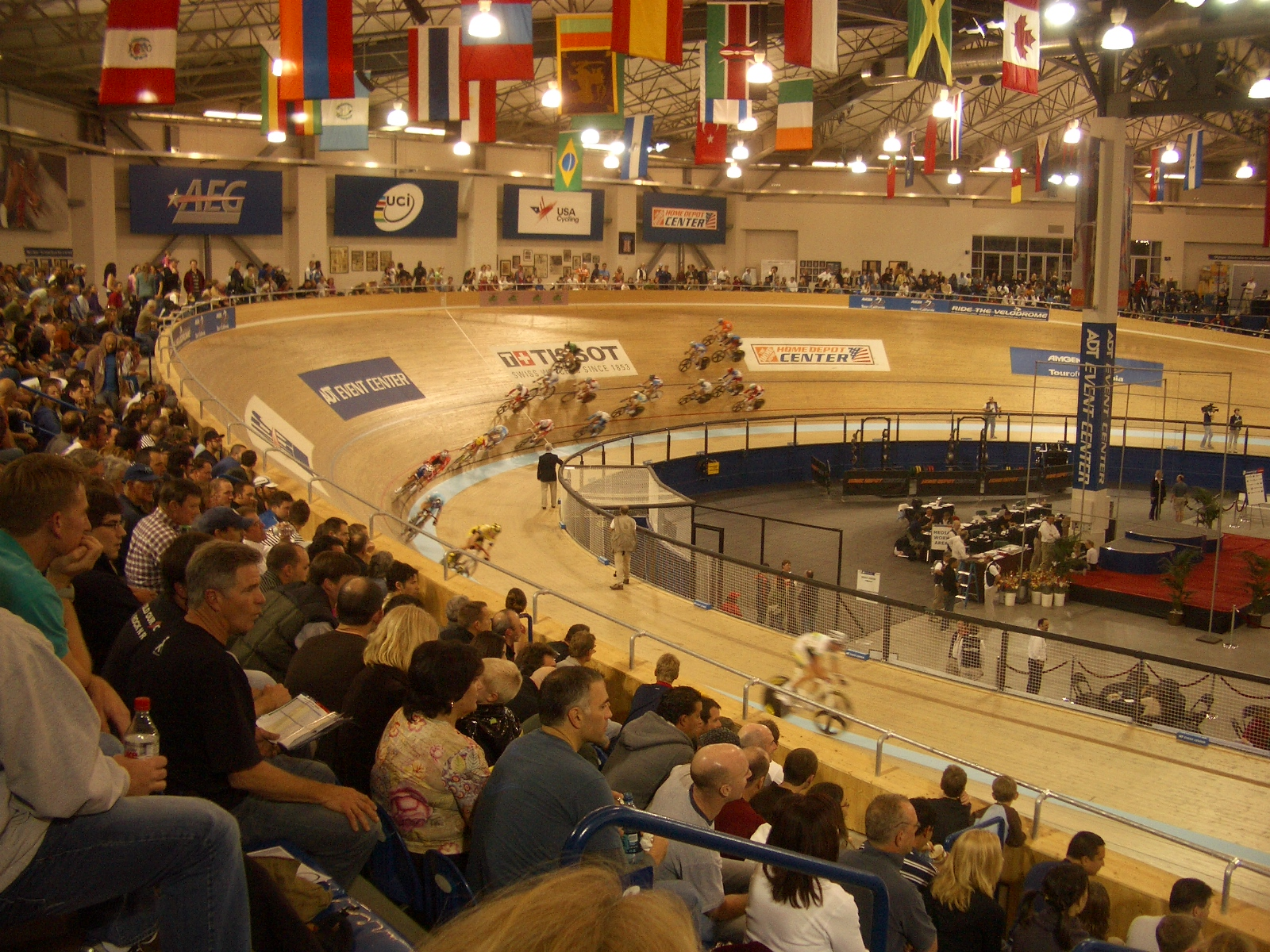
Гонка за очками у Стабхаб Сентер, Карсон (Каліфорнія).

Гонка за очками — індивідуальний вид велотрекових гонок, що входить в програму Олімпійських ігор. Перегони починаються з масового старту, кількість учасників необмежена. Довжина гонки становить 40 км у чоловіків і 25 км у жінок. Метою є набрати якомога більше очок.

## Правила
Гонщики отримують залікові очки на проміжних фінішах (через кожні 10 кіл). На кожному проміжному фініші залікові очки отримують 4 гонщика, які першими перетинають фінішну лінію. П'ять очок дається за 1 місце, 3 — за друге, 2 — за третє, 1 — за четверте. На головному (останньому) фініші спортсмени до 2002 року отримували подвійну кількість очок, але після змін у правилах бали стали нараховуватись так само, як і на всіх фінішах. Якщо гонщик обганяє основну групу на ціле коло, то він отримує в залік 20 очок (до 2002 року, він отримував коло дистанційної переваги).
Місця серед гонщиків розташовуються відповідно до наступних критеріїв (у разі рівності показників в розрахунок береться критерій наступного рівня):
- 1. Набрані очки
- 2. Перемоги на фінішах (при рівній кількості очок)
- 3. Місця на головному фініші